# Anežka Přemyslovna (1305)
Anežka Přemyslovna (15. červen 1305 – 1336/1337?) byla kněžna javorská a lvovská, nejmladší dcera českého a polského krále Václava II.

## Život
Anežka se narodila z druhého manželství Václava II. s polskou dědičkou Richenzou, dcerou zavražděného Přemysla Velkopolského. Král Václav zemřel šest dní po Anežčině příchodu na svět na tuberkulózu a králem se stal zanedlouho zavražděný Václav III.
Po Václavovi nastoupil na český trůn Jindřich Korutanský a po něm Rudolf Habsburský. Rudolf se oženil s Anežčinou matkou Rejčkou, díky níž měl nárok i na polskou korunu, ale náhle skonal již po roce panování. Poté se Rejčka stala bohatou královnou vdovou a po čase blízkou přítelkyní Jindřicha z Lipé.
Anežka sdílela matčin osud až do své svatby v roce 1316. V období neshod mezi králem Janem Lucemburským a představiteli české šlechty byla Anežka matkou provdána za slezského knížete Jindřicha Javorského. Ženichovo území sousedilo se severočeskými statky královnina milence, jehož lze tušit jako iniciátora sňatku.
Manželství zůstalo bezdětné. Ovdovělý Jindřich se podruhé již neoženil a zůstal sám až do své smrti o devět let později.
Manželé měli společnou náhrobní tumbu v již zrušeném klášteře františkánů ve Slezském Lvůvku. Dochovala se z ní jen náhrobní deska s jejich postavami, vynikající sochařské dílo poklasické slezské gotiky. Je vystavena v síni radnice ve Slezském Lvůvku.